# Jon Schwartz
Jon Schwartz, detto Bermuda (Chicago, 18 agosto 1956), è un batterista statunitense.
È conosciuto soprattutto per la collaborazione con il cantante statunitense "Weird Al" Yankovic e per la fondazione del sito internet di quest'ultimo.

## Biografia
Sebbene sia nato a Chicago, Schwartz cresce a Phoenix. Nacque da una famiglia di musicisti: suo padre suona la fisarmonica, sua madre è un insegnante di pianoforte e di canto e suo fratello è Richard Bennett.
Schwartz prese lezioni di batteria nel 1965, quando la sua famiglia si trasferì a Los Angeles e decise di diventare un batterista professionista nella metà degli anni settanta, quando cominciò a far parte di alcune band.
Dal 1981 Schwartz fa parte della band di "Weird Al" Yankovic e suonò in tutti i suoi concerti, tranne in quello del 2003 a causa di una malattia.
Attualmente Schwartz vive con la moglie Leslie a Los Angeles.

## Discografia

### Con "Weird Al" Yankovic
- "Weird Al" Yankovic
- "Weird Al" Yankovic in 3-D
- Dare to Be Stupid
- Polka Party!
- Even Worse
- UHF-Original Motion Picture Soundtrack and Other Stuff
- Off the Deep End
- Alapalooza
- Bad Hair Day
- Running with Scissors
- Poodle Hat
- Straight Outta Lynwood